# Phyllotreta undulata
Phyllotreta undulata é uma espécie de insetos coleópteros polífagos pertencente à família Chrysomelidae.
A autoridade científica da espécie é Kutschera, tendo sido descrita no ano de 1860.
Trata-se de uma espécie presente no território português.